# 돌비 래버러토리스
돌비 래버러토리스(영어: Dolby Laboratories, Inc.)는 미국의 오디오 관련 기업이다. 1965년에 창립 당시에는 영국 런던에 본사를 두었다. 현재는 '돌비 디지털'이라는 오디오 관련 상표를 두고 있다.

## 역사
돌비 래버러토리스는 미국의 레이 돌비(1933~2013년)가 1965년 영국에 설립하였다. 그는 1976년 회사를 미국 캘리포니아주 샌프란시스코로 옮겼다.

## 기술

### 오디오 노이즈 줄임
- Dolby A/B/C/S 유형의 NR
- 돌비 SR
- 돌비 FM
- 돌비 HX 프로

### 오디오 압축 및 해제
- 돌비 디지털
  - 돌비 디지털 서라운드 EX
  - 돌비 디지털 플러스
  - 돌비 애트모스
- 돌비 E
- 돌비 헤드폰
- 돌비 가상 스피커
- 돌비 프로 로직, 돌비 프로 로직 II, 돌비 프로 로직 IIx
- 돌비 스테레오
- 돌비 트루HD
- 돌비 FutureLogic

## 같이 보기
- SRS 랩스
- 비츠 일렉트로닉스
- 소니 다이내믹 디지털 사운드
- 돌비 극장
- THX